# Kamień runiczny ze Stora Ek

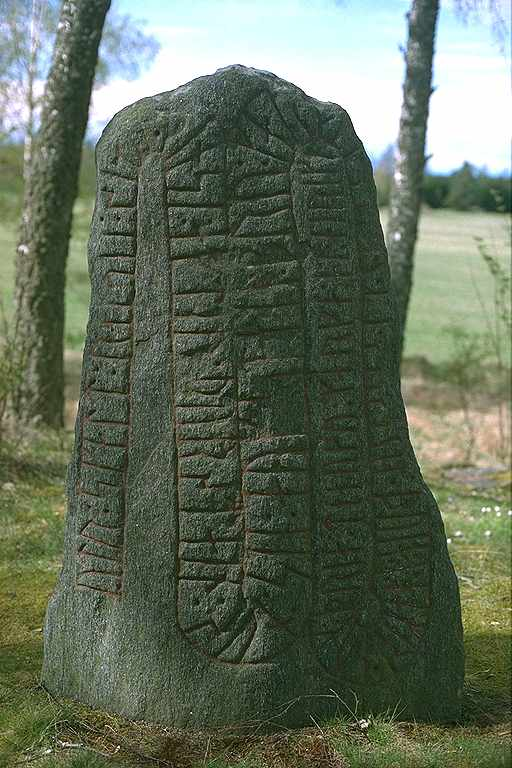
Kamień runiczny ze Stora Ek, strona frontowa

Kamień runiczny ze Stora Ek (Vg 4) – kamień runiczny znajdujący się w Stora Ek w gminie Mariestad w szwedzkiej prowincji Västergötland.
Wykonany z szarego granitu kamień ma 1,65 m wysokości, 1,25 m szerokości i grubość 0,1–0,2 m. Datowany jest na ok. 970 rok. Pierwsza informacja na jego temat pochodzi z przełomu XVII i XVIII wieku, kiedy to naniesiono go na mapę parafii Ek. Głaz znajduje się niedaleko starej drogi do Mariestad, stanowiącej niegdyś część drogi królewskiej, tzw. „drogi Eryka” (Eriksgata). Od 1936 roku ustawiony jest na naturalnym wzniesieniu zwanym Kungsbacken.
Na frontowej stronie kamienia wyryta została inskrypcja runiczna o treści
utr : skalt : raisti : stain : ţinsi : aftir : ţurstain : sun : sin : auk : stain:bru : karţi : (f)(i)(r)(i)(r) : (i)(s) : (a)(t)(i) : (ţ)ria : buia : i : homri * auk : ţria : tiauku : marka : at : airiki
co znaczy:
Udd skald wzniósł ten kamień po Torstenie, swym ojcu, i zrobił po nim (tj. na jego pamiątkę) kamienną groblę. Pozostawił on trzy wsie, podzielone według zasad «hammarskipt» i trzydzieści grzywny (w spadku) Erykowi
Tylną ścianę kamienia ozdabia natomiast wizerunek lwa o wymiarach 0,55 × 0,65 m. Zwierzę to stanowiło symbol władzy królewskiej i znajduje się jedynie na kilku kamieniach runicznych.